# John Anthony West
Pour les articles homonymes, voir West.
John Anthony West, né le 9 juillet 1932 à New York et mort le 6 février 2018, est un écrivain américain de science-fiction.
Il est aussi connu comme un tenant de l'hypothèse de l'érosion du sphinx par l'eau et pour ses études sur les Dogons.

## Œuvres

### Roman
- (en) Osborne's Army, 1966

### Nouvelles
- La Fiesta de Managuay, 1964 ((en) The Fiesta at Managuay, 1961)
- La Fin d'un homme, 1964 ((en) George, 1961)
- Le Gregory de Gladys, 1964 ((en) Gladys's Gregory, 1963)
- (en) A Case History, 1973
- (en) The Fox and the Hedgehog, 1979
- (en) The Emperor's New Clothes, 1980

### Livres non-fictifs
- (en) The case for astrology, Quest Books, 1970Écrit avec Jan Gerhard Toonder.
- (en) Serpent in the Sky: The High Wisdom of Ancient Egypt, Quest Books, 1993
- (en) The Traveler's Key to Ancient Egypt: A Guide to the Sacred Places of Ancient Egypt, Quest Books, 1996
- (en) The Science of the Dogon: Decoding the African Mystery Tradition, Quest Books, 2006Écrit avec Laird Scranton.
- (en) Sacred Symbols of the Dogon: The Key to Advanced Science in the Ancient Egyptian Hieroglyphs, Quest Books, 2007Écrit avec Laird Scranton.